# آن تشرشلاند
آن ك. تشرشلاند عالمة أعصاب في جامعة كاليفورنيا، لوس أنجلوس. يدرس مختبرها وظيفة القشرة الجدارية الخلفية في العمليات الإدراكية مثل اتخاذ القرار والتكامل متعدد الحواس. أحد اكتشافاتها هو أن الخلايا العصبية الفردية في القشرة الجدارية الخلفية للقوارض يمكنها القيام بمهام متعددة، أي أنها تلعب دورًا في سلوكيات متعددة. اكتشاف آخر هو أن القوارض تشبه البشر في قدرتها على أداء التكامل متعدد الحواس، أي تدمج المنبهات من مسارين مختلفتين مثل الرؤية والسمع.
تدعو تشرشلاند لاستخدام القوارض لدراسة هذه العمليات المعرفية، وبالتعاون مع العالمين زاكاري مينين وأنتوني زادور في مختبر كولد سبرينج هاربور، حققت تقدمًا كبيرًا في جلب التقنيات السلوكية المتقدمة التي كانت متاحة سابقًا فقط في الرئيسيات إلى هذه نوعية القوارض.
تشيرشلاند هي عضوة مؤسسة في مختبر الدماغ الدولي ومستشارة لمعهد ألين لعلوم الدماغ.
وهي مؤسسة أنيليست، وهو موقع إلكتروني يروج للمساواة بين الجنسين في التمثيل بالاجتماعات العلمية. والداها هما الفيلسوفان باتريشيا تشيرشلاند وبول تشيرشلاند وشقيقها عالم الأعصاب مارك تشيرشلاند.

## العائلة
هي ابنة الفيلسوفة التحليلية باتريشيا تشيرشلاند والفيلسوف بول تشيرشلاند. شقيقها، مارك تشيرشلاند، هو أيضًا عالم أعصاب يعمل أستاذًا مساعدًا في جامعة كولومبيا.

## جوائز مختارة
جائزة عالم مكنايت (2012)
باحث بيو في العلوم الطبية الحيوية من قبل مؤسسة بيو الخيرية تراستس (2014)
زمالة كلينغشتين-سيمونز في علوم الأعصاب من مؤسسة سيمونز وصندوق دعم (إيستر أ) وجوسيف كلينغشتين (2014)

## روابط خارجية
- ملف تعريف أعضاء هيئة التدريس في جامعة كاليفورنيا
- مختبر تشيرشلاند
- مختبر الدماغ الدولي
- أنيسليست